# Gärder och hjälper 1535

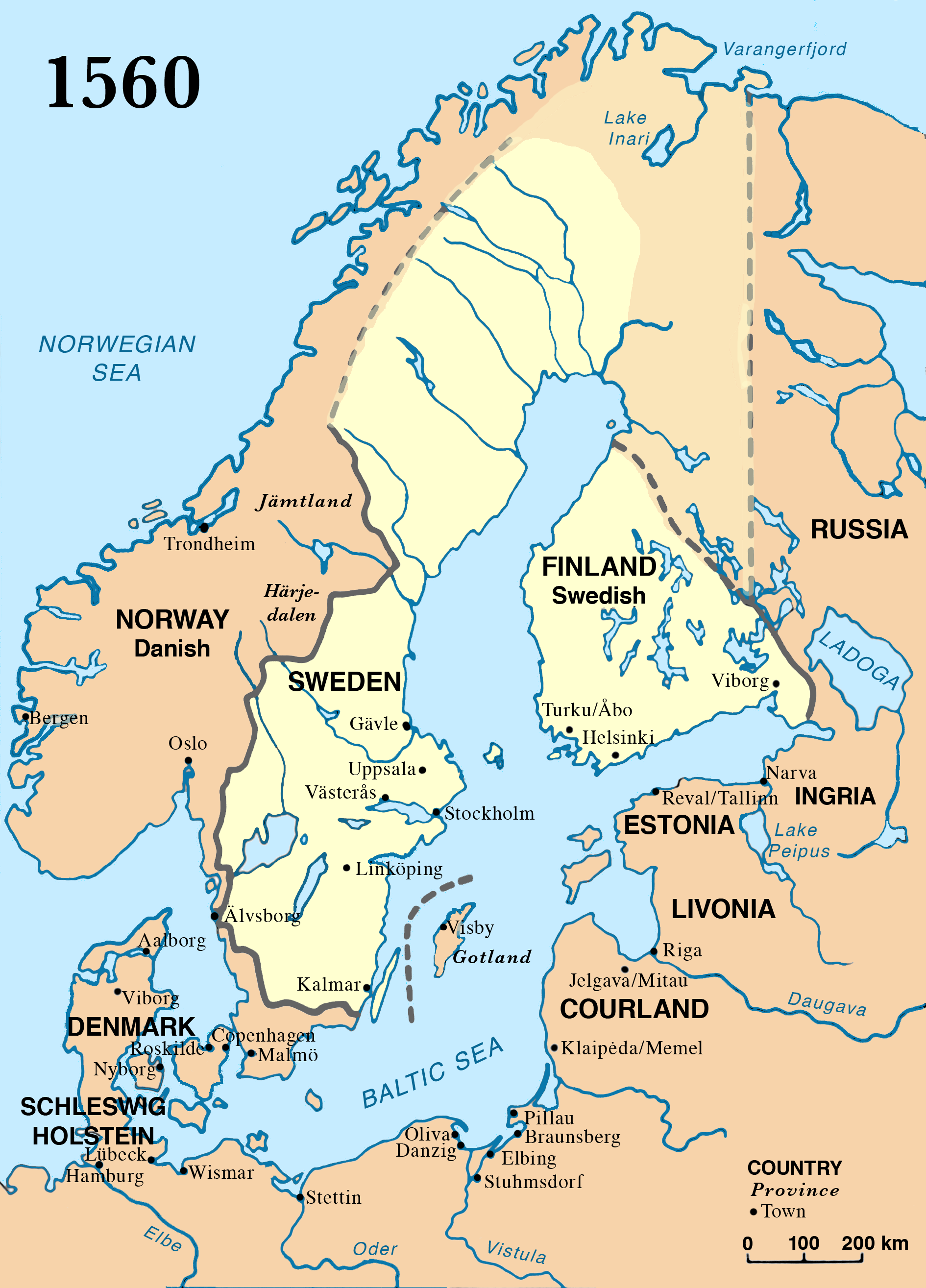
Svenska riket under Gustav Vasas tid.

Gärder och hjälper från år 1535 är Sveriges äldsta bevarade skattelängd som täcker stora delar av det dåvarande Sverige. Hjälpskatten 1535 samlades in under april och maj månader mot bakgrund av kriget mot Lübeck och var en av flera skatter som Gustav Vasa utfärdade under 1530-talet för att i första hand täcka rikets militära utgifter.
Skattelängden omfattar hela eller delar av Dalarna, Dalsland, Gästrikland, Hälsingland, Medelpad, Småland, Södermanland, Värmland, Västergötland, Västmanland, Uppland, Ångermanland, Öland, Östergötland och södra Finland. Åland (Kastelholms län), Närke och landskapen norr om Ångermanland inklusive lappmarkerna saknas helt. De finländska områden som medtas är Kumogårds län med områden i Satakunta, Birkaland och Österbotten, Åbo län med Söderfinland och Norrfinland i Egentliga Finland, Tavastehus län med områden huvudsakligen inom Päijänne-Tavastland, Mellersta Finland, Egentliga Tavastland och Birkaland, Raseborgs län med områden i Nyland, Borgå län med områden i Nyland och Kymmenedalen samt Viborgs län med områden i Kymmenedalen, Södra Karelen och Leningrad oblast i Ryssland. Nyslotts län och Korsholms län saknas helt.
Äldre skattelängder är en viktig källa för historiker, släkt- och hembygdsforskare, och för forskning om ort- och personnamn (onomastik).
Längderna för Medelpad, Ångermanland och Hälsingland har getts ut i tryckt form. 
Originalet förvaras på Riksarkivet i Stockholm.

## Historia

### Medelpad
Längden för Medelpad innehåller omkring 670 personnamn och 335 ortnamn. Efternamnen saknas helt, men kan jämföras mot 1543 års skattebok. Sammanlagt erlade medelpadingarna 810 marker och 4 öre i skatt. En skattebonde skattade som regel 10 öre, en landbo 8 öre (1 mark) och en husarm 5–9 öre. De fattigaste var befriade från skatt. Landbor var bönder som inte ägde den mark som de brukade.
Markus Andersson var fogde över Medelpad och Ångermanland 1534–1540.

### Ångermanland
Släktforskaren Håkan Skogsjö har studerat och transkriberat längden för Ångermanland. Sammanlagt upptogs 1 972 hushåll, varav 864 i norra delen och 1 108 i södra delen av landskapet. Av dessa var 1 841 självägande bönder, 54 landbor, 53 husarma och 24 personer var helt befriade från skatt. Detta visar att över 90 procent av bönderna ägde marken som de brukade. Sammanlagt skattade ångermanlänningarna 2 388 marker och 4 öre.
Skattelängden upptar 1 963 namngivna personer, varav 1 810 män och 153 kvinnor. Nio hushåll hade ingen namngiven hushållsföreståndare. 56 procent av männen bar någon av namnen Olof, Peder (Per), Erik, Nils eller Jon. 47 procent av männen bar förnamn med nordiskt ursprung, vilket delvis kan förklaras av att nordiska mansnamn som Erik och Olof uppfattades som kristna namn. 65 procent av kvinnorna bar någon av namnen Margareta, Karin, Kristin, Birgitta eller Sigrid. Endast 22 procent av kvinnorna hade förnamn med nordiskt ursprung.